# Buster Larsen
Axel Landing „Buster“ Larsen (* 1. September 1920 in Kopenhagen; † 18. Dezember 1993 ebenda) war ein dänischer Schauspieler.

## Leben und Karriere
Buster Larsen wuchs als Sohn des Kapitäns Lauritz Larsen (1886–1953) und dessen Frau Gerda Lindahl (1894–1956) gemeinsam mit einer älteren Schwester in Kopenhagen auf, wo er auch zeitlebens wohnte. 
Larsens Bühnenkarriere begann bereits mit acht Jahren in einem Kindertheater. Mit zwölf Jahren debütierte er 1932 auf der Bühne des Nørrebro-Theater. Er spielte einige Rollen in Kopenhagen und am Aalborg-Theater und reiste mit seiner Schwester als Artist mit einer Tanznummer durchs Land. 1940 wurde er an der Eleveskole des Königlichen Theaters Kopenhagen aufgenommen, wo er bis 1943 seine Schauspielausbildung absolvierte. In der Folgezeit bespielte er zahlreiche Bühnen in Kopenhagen und in ganz Dänemark und trat im Sprechtheater sowie in Operetten und Revuen auf. Von 1959 bis 1961 war er als Zirkusdirektor und Clown in der Fernsehreihe Cirkus Buster zu sehen. Die Sendung war so populär, dass Larsen nach ihrem Ende tatsächlich mit einem eigens zusammengestellten Zirkus auf Dänemark-Tournee ging und in einem gleichnamigen Kinofilm unter der Regie von Erik Balling die Hauptrolle spielte. In Erinnerung blieb er vor allem als Schweinehändler Oluf Larsen in der Serie Die Leute von Korsbaek. Insgesamt wirkte er als Schauspieler vor der Kamera von 1933 bis 1992 in 115 Film-und-Fernsehproduktionen mit und war nebenbei auch als Drehbuchautor tätig. Für die Titelrolle in Kaspar Rostrups Verfilmung von Ludvig Holbergs Stück Jeppe på bjerget, die er bereits seit 1971 auf der Bühne gespielt hatte, wurde er 1981 mit der Bodil geehrt. Er wirkte auch in zwei Filmen der Olsenbande-Reihe mit. Zuletzt trat er im Sommer 1993 gemeinsam mit Ove Sprogøe in der Tivolirevyen auf.
Buster Larsen war in erster Ehe ab 1942 einige Jahre lang mit der Zirkusartistin Aase Norre (1914–1983) verheiratet. Aus der Ehe ging ein Sohn (* 1943) hervor. Aus einer mehrjährigen Beziehung mit der Schauspielerin Hannah Bjarnhof ging ein Sohn hervor, der Arzt Michael Bjarnhof (* 1953). In zweiter Ehe war er ab dem 13. September 1955 bis zu seinem Tod mit der Tänzerin Lizzie Ingemann (1932–2020) verheiratet. Aus der Ehe gingen zwei Söhne und eine Tochter hervor. Buster Larsen starb am 18. Dezember 1993 nach längerer Krankheit im Alter von 73 Jahren im Rigshospitalet. Seine Grabstätte befindet sich auf dem Garnisons-Friedhof.
Im Jahr 2006 wurde im Kopenhagener Stadtteil Valby ihm zu Ehren eine Straße nach ihm benannt, der Buster-Larsens-Vej (Buster Larsen Weg).

## Auszeichnungen
- 1971: Teaterpokalen
- 1971: Dannebrogorden
- 1981: Bodil – Bester Hauptdarsteller in Jeppe på bjerget

## Filmografie (Auswahl)
- 1933: Nyhavn 17
- 1933: De blaa drenge
- 1936: 6'te trækning
- 1937: Der var engang en vicevært
- 1941: Frk. Kirkemus
- 1943: Moster fra Mols
- 1943: Møllen
- 1943: Ebberød Bank
- 1944: Teatertosset
- 1944: Familien Gelinde
- 1944: Guds markelige veje
- 1944: Otte akkorder
- 1945: Den usynlige hær
- 1946: Hans store aften
- 1947: Naar katten er ude
- 1947: Hatten er sat
- 1948: Støt staar den danske sømand
- 1948: Tre aar efter
- 1949: Lejlighed til leje
- 1951: Fodboldpræsten
- 1952: Rekrut 67 Petersen
- 1953: Ved Kongelunden
- 1954: I kongens klær
- 1955: Ild og Jord
- 1955: Det var paa Rundetaarn
- 1956: Hvad vil De ha'?
- 1956: Færgekroen
- 1957: In letzter Minute (Hidden Fear)
- 1957: Lån mig din kone!
- 1957: Tag til marked i Fjordby
- 1958: Pigen og vandpytten
- 1959: Pigen i søgelyset
- 1959–1961: Cirkus Buster (Fernsehserie)
- 1959: Vi er allesammen tossede
- 1961: Cirkus Buster
- 1962: Duellen
- 1962: Den kære familie
- 1963: Harlekin ægtemand (Fernsehfilm)
- 1963: Hvad med os?
- 1964: Når enden er go'
- 1964: Don Olsen kommer til byen
- 1966: Kom frit frem (Fernsehfilm)
- 1967: Jeg – en marki
- 1967: Københavnerliv (Fernsehserie)
- 1968: Farvel Thomas (Fernsehfilm)
- 1968: Hov, hov (Fernsehserie)
- 1968: Stormvarsel
- 1968: Flagermusen (Fernsehfilm)
- 1969: Mordskab
- 1969: Damernes ven
- 1970: H.M.S. Pinafore (Fernsehfilm)
- 1971: Far til fire i højt humør
- 1971: Med kærlig hilsen
- 1971: Rundt om Selma (Fernsehfilm)
- 1971: Hovedjægerne
- 1972: Uha-uha (Fernsehserie)
- 1973: Erasmus Montanus (Fernsehfilm)
- 1973: Oh, diese Mieter (Huset på Christianshavn; Fernsehserie; Episodenrolle)
- 1973: Anna – en fattig piges eventyr (Fernsehfilm)
- 1974: Hitler Superstar (Fernsehfilm)
- 1974: Kys det hele fra mig (Fernsehfilm)
- 1976: Kassen stemmer
- 1976: Die Olsenbande sieht rot (Olsen-banden ser rødt)
- 1977: Hærværk
- 1978: Ludvigsbakke (Fernsehmehrteiler)
- 1978–1981: Die Leute von Korsbaek (Matador, Fernsehserie)
- 1979: Die Olsenbande ergibt sich nie (Olsen-banden overgiver sig aldrig)
- 1980: Attentat
- 1981: Jeppe på bjerget
- 1982: Maj (Fernsehfilm)
- 1982: Eine Leiche zuviel (Det parallelle lig)
- 1983: Andorra (Fernsehfilm)
- 1983: Kurt und Valde – Ganoven mit Charme (Kurt og Valde)
- 1984: Kopenhagen – mitten in der Nacht (Midt om natten)
- 1984: Privatdetektiv Anthonsen (Anthonsen; Fernsehserie; 2 Episoden)
- 1984: Buster, der Zauberer (Busters verden)
- 1987: Pelle, der Eroberer (Pelle Erobreren)
- 1989: Retfærdighedens rytter
- 1991: Frech wie Krümel (Krummerne)
- 1992: Gøngehøvdingen (Fernsehserie; 2 Episoden)
- 1992: Krümel im Chaos (Krummerne 2 – Stakkels Krumme)